# Вегеций

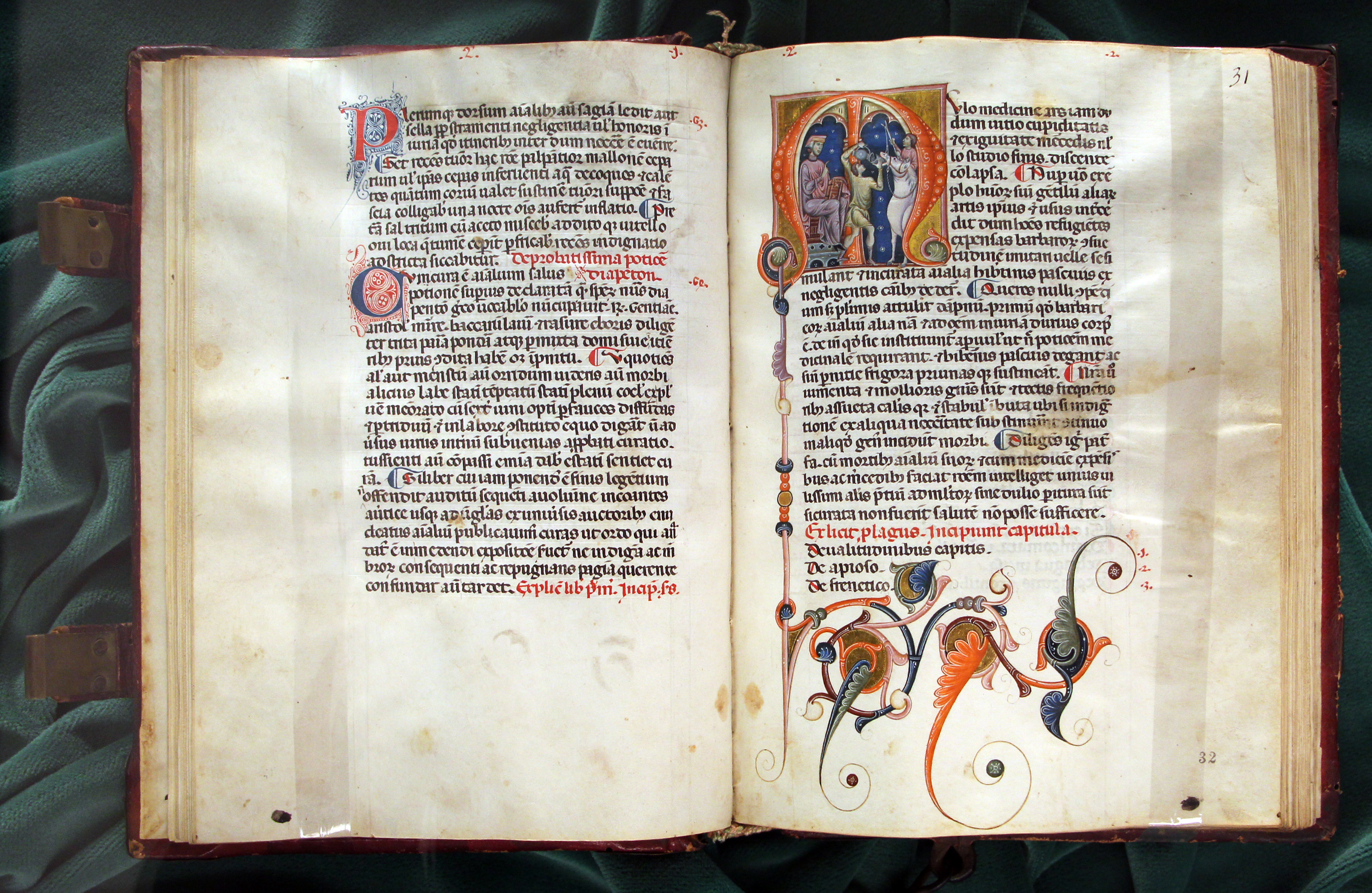
Mulomedicina (1250—1375 ca., Biblioteca Medicea Laurenziana, pluteo 45.19)

Пу́блий Фла́вий Веге́ций Рена́т (лат. Publius Flavius Vegetius Renatus; IV век — около 450[…]) — римский военный историк и теоретик.
В 390—410 г. написал трактат De re militari — первый дошедший до настоящего времени систематический труд о военном искусстве Рима, составленный на основе римских источников. Трактат состоит из 4 книг (118 глав). В нём содержится обзор военного искусства Рима и предложения Вегеция по реорганизации армии. В труде излагаются система боевой подготовки, организация, вооружение, боевые порядки и тактические приёмы, а также правила ведения войны, в том числе — оборона и осада крепостей и правила морского боя.
Трактат был широко распространён в Средние века. Вегецию также принадлежит труд по ветеринарному делу — Digesta Artis Mulomedicinae.

## Переводы
- Флавий Вегеций Ренат. Краткое изложение военного дела. / Пер. С. П. Кондратьева. // Вестник древней истории. 1940. № 1.
  - переизд.: Греческие полиоркетики. Вегеций. (Серия «Античная библиотека». Раздел «Античная история»). СПб, Алетейя. 1996. 352 с. С. 153—306.

- Digesta Artis Mulomedicinae